# Amore a seconda vista
Amore a seconda vista (Mon inconnue) è un film del 2019 diretto da Hugo Gélin, con protagonisti François Civil, Josephine Japy e Benjamin Lavernhe.

## Trama
Raphaël è uno scrittore di romanzi di fantascienza che, troppo concentrato sulla propria carriera, trascura sua moglie Olivia, conosciuta al tempo del liceo. La loro relazione è sempre più fredda e il matrimonio sempre più in crisi.
Il giorno dopo l'ennesimo brutto litigio, Raphaël si risveglia in un universo parallelo dove non è uno scrittore ma un insegnante di un liceo in cui lavora insieme al suo amico Felix e non è sposato. Infatti, in questa realtà alternativa, Olivia è una celebre pianista che dopo l'incontro al liceo non ha mai intrapreso una relazione con Raphaël ed anzi lo ha completamente dimenticato.
Raphaël non riesce a vivere in questa nuova realtà e decide che dovrà tentare qualsiasi cosa per cercare di far innamorare Olivia di lui una seconda volta.

## Produzione
Le riprese si sono svolte a Parigi tra il 16 gennaio 2018 e il 18 marzo 2018.